# Astrid Friis
Astrid Friis (1. august 1893 i Lemvig – 31. juli 1966 i København) var en dansk historiker.
Astrid Friis tog magisterkonferens i 1920 og blev i 1927 doktor i historie med disputatsen Alderman Cockayne’s Project and the Cloth Trade. 1942-1965 var hun redaktør af Historisk Tidsskrift sammen med Povl Bagge, og i 1945 blev hun professor ved Københavns Universitet. Dette gjorde hende til Danmarks første kvindelige professor. Hun var forstander på Historisk Institut i årene 1955–1964, hvorefter hun gik på pension. 1952 blev hun Ridder af Dannebrog.
Hun er begravet på Assistens Kirkegård.

## Forfatterskab
- Astrid Friis: Alderman Cockayne's project and the cloth trade. The commercial policy of England in its main aspects 1603—1625; Copenhagen & London 1929
- Astrid Friis and Kristof Glamann: A History of Prices and Wages in Denmark 1660-1800; Published for the Institute of Economics and History, Copenhagen, by Longmans, Green and Co. 1958

### På internettet
- Astrid Friis: "Bemærkninger til Vurdering af Øresundstoldregnskaberne og Principerne for deres Udgivelse" (Historisk Tidsskrift, 9. række, Bind 4; 1925)
- Astrid Friis: "Rigsraadet og Statsfinanserne i Christian lII.s Regeringstid" (Historisk Tidsskrift, 10. række, Bind 6; 1942)
- Astrid Friis (anmeldelse af): "Aksel E. Christensen: Dutch trade to the Baltic about 1600. Studies in the Sound Toll Register and Dutch Shipping Records (Kbh. og Haag 1941, 480 Sider)" (Historisk Tidsskrift, 10. række, Bind 6; 1942)
- Astrid Friis: "Øresundstoldregnskabernes Kildeværdi. En Replik" (Historisk Tidsskrift, 11. række, Bind 1; 1944)
- Astrid Friis: "Slutbemærkninger" (Historisk Tidsskrift, 11. række, Bind 1; 1944)
- Astrid Friis: "Moderne engelsk Historikerskole. Økonomisk Historie. Nogle Aspekter" (Historisk Tidsskrift, 11. række, Bind 2; 1947)
- Astrid Friis: "Økonomisk historie og professor Eli F. Heckscher" (Historisk Tidsskrift, 11. række, Bind 2; 1947)
- Astrid Friis: "Christian Molbech og Historisk Tidsskrift" (Historisk Tidsskrift, 11. række, Bind 4; 1953)